# Fase de repesca para la Copa Mundial de Rugby de 2007
El proceso de clasificación para la Copa Mundial de Rugby de 2007 finalizó con una repesca para decidir tanto el decimonoveno como el vigésimo clasificado para la Copa Mundial de Rugby de 2007. 
Cinco equipos, los mejores no-clasificados de cada región, compitieron por la penúltima y última plaza para la Copa Mundial de Rugby de 2007, en dos grupos diferentes.

## Repechaje 1
- Uruguay avanza directamente a la final.

### Semifinal
| 20 de enero de 2007 | Marruecos | 5 - 10 | Portugal | Casablanca, Marruecos |  |

| 27 de enero de 2007 | Portugal | 16 - 15 | Marruecos | Lisboa, Portugal |  |

- Portugal clasifica a la final por un marcador global de 26 a 20.

### Final
| 10 de marzo de 2007 | Portugal | 12 - 5 | Uruguay | Lisboa, Portugal |  |

| 24 de marzo de 2007 | Uruguay | 18 - 12 | Portugal | Montevideo, Uruguay |  |

- Portugal clasifica a la Copa Mundial de Rugby de 2007 por un marcador global de 24 a 23.

## Repechaje 2
| 10 de febrero de 2007 | Tonga | 85 - 3 | Corea del Sur | Nukuʻalofa, Tonga |  |

- Tonga clasifica a la Copa Mundial de Rugby de 2007.

### Clasificados
| Bandera de Portugal       |
| Portugal                  |
| Clasificado a la RWC 2007 |

| Bandera de Tonga          |
| Tonga                     |
| Clasificado a la RWC 2007 |